# Мирошниковка (Черкасская область)
Мирошниковка (укр. Мірошниківка) — село в Корсунь-Шевченковском районе Черкасской области Украины.
Население по переписи 2001 года составляло 47 человек. Почтовый индекс — 19414. Телефонный код — 4735.

## История
В 1946 г. указом ПВС УССР село Гноенки переименовано в Мирошниковку

## Местный совет
19414, Черкасская обл., Корсунь-Шевченковский р-н, с. Кичинцы